# Rallye Monte Carlo 2009

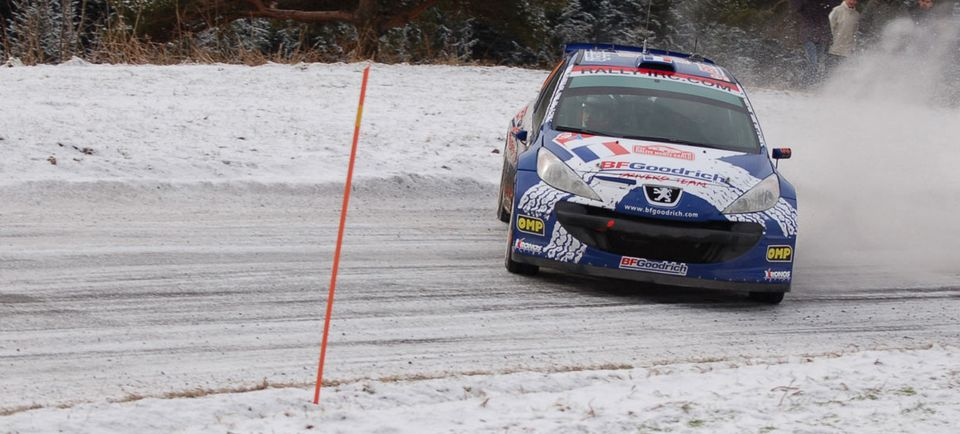
vítěz Sebastien Ogier

Rallye Monte Carlo 2009 (oficiálně 77éme Rallye Automobile Monte-Carlo) je název automobilové soutěže disciplíny rallye, která se odehrála ve dnech 21. až 24. ledna 2009. Poprvé od roku 1973 nebyla součástí mistrovství světa, ale pouze šampionátu Intercontinental Rallye Championship, jehož je prvním podnikem. Poprvé se na ní po několika letech představil český tovární tým Škoda Motorsport. Vítězem se stal Francouz Sébastien Ogier na voze Peugeot 207 S2000. Rallye měla 14 rychlostních zkoušek a měřila 362,25 km.

## Průběh

### Před startem
Počasí bylo před začátkem nejisté. Závodníci se obávali zhoršení podmínek.
V hotelu Hermitage se po tříleté pauze představil tým Škoda Motorsport s novým vozem Škoda Fabia S2000. Pilotovaly jí posádky Finové Juho Hänninen a Mikko Markkula a Češi Jan Kopecký a Petr Starý. Favorizované byly posádky na vozech Peugeot – Nicolas Vouilloz, Freddy Loix a Sébastien Ogier, který startoval v rámci projektu BFGoodrich Drivers. Věřilo se i továrním Fiatům.

### Průběh

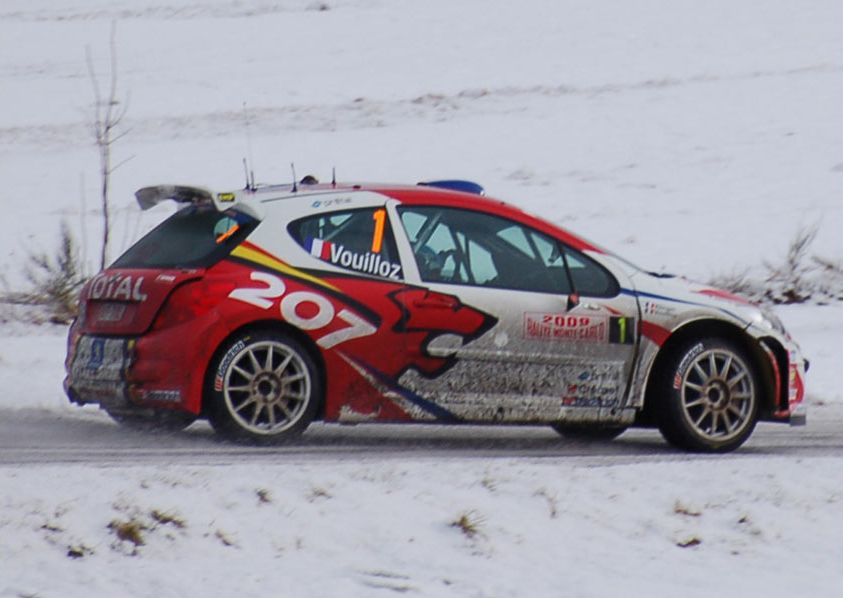
Nicolas Vouilloz

První zkoušky ukázaly, že obavy z počasí byly oprávněné. Zpočátku vítězili Nicolas Vouilloz, Stephane Sarrazin a Brit Kris Meeke. Součtem časů se ale do vedení dostal Hänninen. Kopeckého postihla porucha posilovače řízení a měl ztrátu čtyř minut. Jezdecká chyba vyřadila trojnásobného vítěze Monte Carla – Didiera Auriola. Ve druhé etapě vyhrál Hänninen dvě rychlostní zkoušky a Kopecký jednu. Peugeoty získávaly ztrátu kvůli defektům. V posledním úseku postihl i Hänninena defekt a propadl se na třetí místo. Ve vedení byl Ogier, za ním Loix. Kopecký byl sedmý. Ve třetí etapě nezvládl Hänninen stíhací jízdu a naboural ve stejném úseku jako Meeke. Ve vedení zůstal Ogier, na druhé místo postoupil Toni Gardemeister na voze Fiat Grande Punto Abarth S2000, ale musel odstoupit pro poruchu alternátoru. Loix měl defekt a ztratil možnost bojovat o vítězství. Na třetí místo postoupil Sarrazin, ale musel bojovat s Kopeckým. Nakonec třetí místo uhájil. Automobilka Peugeot vyhrála Rallye Monte Carlo poprvé od roku 1985. Navíc obsadila všechna tři první místa.

## Výsledky
| *        | Jezdec             | Spolujezdec            | Vůz                      | Čas       | Rozdíl                | Body     |
| IRC – N4 | IRC – N4           | IRC – N4               | IRC – N4                 | IRC – N4  | IRC – N4              | IRC – N4 |
| -------- | ------------------ | ---------------------- | ------------------------ | --------- | --------------------- | -------- |
| 1.       | Sébastien Ogier    | Julien Ingrassia       | Peugeot 207 S2000        | 4:40:45,7 |                       | 10       |
| 2.       | Freddy Loix        | Isidoor Smets          | Peugeot 207 S2000        | 4:42:29,3 | +1:43,6               | 8        |
| 3.       | Stéphane Sarrazin  | Jacques-Julien Renucci | Peugeot 207 S2000        | 4:43:07,3 | +2:21,6 (+38,0)       | 6        |
| 4.       | Jan Kopecký        | Petr Starý             | Škoda Fabia S2000        | 4:44:03,0 | +3:17,3 (+55,7)       | 5        |
| 5.       | Giandomenico Basso | Mitia Dotta            | Fiat Grande Punto S2000  | 3:32:07.9 | +3:52.0 (+1:10,7)     | 4        |
| 6.       | Frederic Romeyer   | Thomas Fournel         | Mitsubishi Lancer Evo IX | 5:01:16,0 | +20:30,3 (+16:02,3)   | 3        |
| 7.       | Olivier Burri      | Fabrice Gordon         | Fiat Grande Punto S2000  | 5:02:08,7 | +21:23,0 (+52,7)      | 2        |
| 8. (9.)  | Patrick Artru      | Patrice Virieux        | Mitsubishi Lancer Evo IX | 5:06:36,4 | +25:50,7 (+4:27,7)    | 1        |
| IRC – N3 |                    |                        |                          |           |                       |          |
| 1. (19.) | Lilian Vialle      | Patrice Roissac        | Renault Clio Ragnotti    | 5:37:39,2 |                       | 10       |
| 2. (21.) | Martin Rada        | Roman Petr             | Alfa Romeo 147           | 5:43:55,8 | +6:16,6               | 8        |
| 3. (25.) | Guy Mottard        | Michel Giraudo         | Peugeot 206 RC           | 5:58:46,1 | +21:06,9 (+14:50,3)   | 6        |
| IRC – N2 |                    |                        |                          |           |                       |          |
| 1. (16.) | Jerome Schmitt     | Christophe Antoine     | Suzuki Swift             | 5:28:53,8 |                       | 10       |
| 2. (28.) | Luca Monti         | Daniele Barbieri       | Suzuki Swift             | 6:50:07,3 | +1:21:13,5            | 8        |
| 3. (29.) | Vanessa Polonia    | Emanuela Florean       | Suzuki Swift             | 7:36:32,3 | +2:07:38,5 (+46:25,0) | 6        |
| IRC – N1 |                    |                        |                          |           |                       |          |
| 1. (27.) | Nick West          | Chris Melling          | Volkswagen Polo 16V      | 6:28:50,6 |                       | 10       |
| IRC – A7 |                    |                        |                          |           |                       |          |
| 1. (8.)  | Luca Betti         | Alessandro Mattioda    | Renault Clio R3          | 5:04:50,5 |                       | 10       |
| 2. (10.) | Damien Daumas      | Christophe Jaussaud    | Renault Clio R3          | 5:08:45,5 | +3:55,0               | 8        |
| 3. (12.) | Mathieu Arzeno     | Patrice Mancini        | Renault Clio R3          | 5:11:05,0 | +6:14,5 (+2:19,5)     | 6        |
| IRC – A6 |                    |                        |                          |           |                       |          |
| 1. (14.) | Claudio Marenco    | Luca Pieri             | Renault Clio S1600       | 5:23:10,4 |                       | 10       |
| 2. (15.) | Renaud Poutot      | Ludovic Viragh         | Citroen C2 R2            | 5:24:53,7 | +1:43,3               | 8        |
| 3. (17.) | Manuel Villa       | Angelo-Carlo Canova    | Fiat Punto S1600         | 5:36:18,8 | +13:08,4 (+11:25,1)   | 6        |